# Microvalgus pilosus
Microvalgus pilosus är en skalbaggsart som beskrevs av Franz Antoine 1999. Microvalgus pilosus ingår i släktet Microvalgus och familjen Cetoniidae. Inga underarter finns listade i Catalogue of Life.